# Gunung Saril
Gunung Saril är en kulle i Indonesien.   Den ligger i provinsen Aceh, i den västra delen av landet, 1 500 km nordväst om huvudstaden Jakarta. Toppen på Gunung Saril är 51 meter över havet.
Terrängen runt Gunung Saril är platt åt sydväst, men åt nordost är den kuperad. Havet är nära Gunung Saril åt sydväst.Runt Gunung Saril är det ganska tätbefolkat, med 62 invånare per kvadratkilometer. I omgivningarna runt Gunung Saril växer i huvudsak städsegrön lövskog.